# Магония падуболистная
Маго́ния падуболи́стная (лат. Mahōnia aquifōlium) — вечнозелёные кустарники, вид рода Магония (Mahonia) семейства Барбарисовые (Berberidaceae).
Многие источники относят данный вид к роду Барбарис под названием Berberis aquifolium Pursh — Барбарис падуболистный, который не следует путать с барбарисом падуболистным (Berberis ilicifolia).
Ареал вида охватывает западные штаты Северной Америки от Британской Колумбии до Калифорнии. 

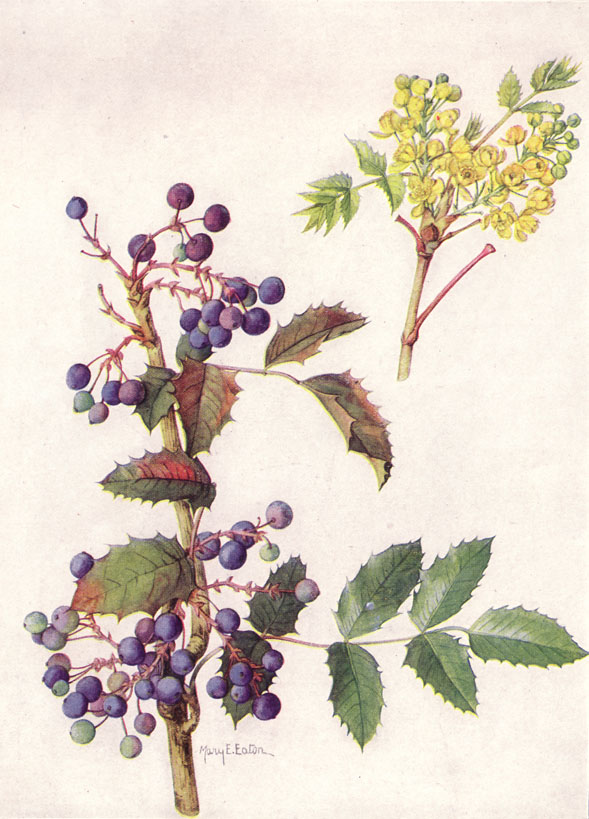
Мэри Эмили Итон (1917)

## Ботаническое описание
Вечнозелёный кустарник высотой до 1 м, образующий заросли из-за разрастания корневыми отпрысками. Кора на молодых побегах розовато-серая, на старых — буро-серая, с продольными полосками.
Верхушечная цветочная почка яйцевидная, длиной до 1 см, с наружными плёнчатыми, сильно заострёнными чешуями, остающимися 1—2 года на побегах, и внутренними травянистыми и тупыми, опадающими; боковые почки длиной 3—5 мм, с яйцевидными, слабо заострёнными чешуями, продолговато-яйцевидные.
Листья сложные, непарноперистые, по 5-9 листочках, длиной до 15—20 см, черешок обычно красноватый; листочки кожистые, сверху тёмно-зелёные, глянцевые, с вдавленной сетью жилок, снизу матовые, бледно-зелёные, по краю выемчато-острозубчатые, длиной 3—9 см, шириной 1,5—2,5 см; боковые неравнобокие, на красноватых черешках длиной 0,5—2 см. Прилистники щетинистые, длиной 2—5 мм.
Цветки в диаметре около 8 мм, собраны в многоцветковые метёлки или кисти в пазухах наружных чешуй верхушечной почки, светло-жёлтые, яркие, нередко с лимонным оттенком. Чашелистиков 9, зеленовато-жёлтых; лепестков и тычинок по 6.
Ягоды продолговато-эллиптические, длиной до 10 мм, шириной до 8 мм, синевато-чёрные, с обильным сизым налётом, покрытые пушком, с 2-8 семенами, кисло-сладкие. Семена продолговатые, длиной 4,5 мм, шириной 2,3 мм и толщиной 1,5 мм, каштановые, блестящие. В 1 кг 5 тысяч ягод, или 100 тысяч семян; вес 1 тысячи семян 7,5—11,5 г.
Цветение в апреле — мае. Плоды созревают в августе — сентябре.
|                                                                                     |  |  |  |  |
| Слева направо: Верхняя и нижняя стороны листа. Соцветие. Цветок (увеличено). Ягоды. |  |  |  |  |

## Значение и применение
Под названием магония растение широко распространено в Северной Европе и других регионах в качестве декоративного кустарника.
 
По биологическим и экологическим особенностям магония падуболистная обладает высокой морозоустойчивостью, засухоустойчивостью, нетребовательностью к почвам, теневыносливостью, устойчивостью к антропогенным нагрузкам. 
Хотя растение теневыносливое, но плотные красивые кусты образует только на солнечных местах. На открытых участках на зиму необходимо укрывать для сохранения листьев.
Хорошо подходит для бордюров, низких не стриженых живых изгородей, групповых посадок и для подбивки высоких кустарников. Магония падуболистная при одиночной посадке в условиях интродукции (г. Новочеркасск) в возрасте 6 лет достигает 60—100 см. Живые изгороди в 10 лет при посадке кустов через 0,5 м характеризуются следующими показателямиː диаметр стволиков 7—10 см, ширина куста 120—210 см, высота кустов 90—140 см.

Особенно эффектна весной густыми яркими соцветиями, выделяющимися на тёмной зелени листвы. Помимо вечнозелёного внешнего вида, дополнительную декоративность в осенний и зимний периоды магонии придаёт изменение окраски листьев с тёмно-зелёной блестящей на красноватую, а также сине-фиолетовые с восковым налётом ягоды.
  
Используется для букетов и венков.

Плоды кисло-сладкие, могут быть применены в кондитерском производстве и для подкраски вин.
Хороший ранневесенний медонос. Изученные растения в условиях Киева  в 1966—1967 годах показали, что суточное количество сахара в одном цветке колеблется от 0,281 до 0,705 мг. Причем наибольшее количество сахара в нектаре отмечено в начале массового цветения, а наименьшее — в конце цветения, когда раскрываются более мелкие цветки верхушечной части. Общий запас нектара в переводе на мёд по двухлетним данным, равен 97,4—128,6 кг/га.

## Сорта магонии падуболистной
- 'Versicolor' — низкий вечнозелёный кустарник с раскидистой кроной. Листья с розовыми, кремовыми и оранжевыми пятнами, при распускании красноватые, осенью и после зимовки — бронзово-пурпурные[6]
- 'Atropurpurea' — молодые листья с сильно выраженной красновато-пурпурной окраской[4]
- 'Orange Flame' — листья весной огненные, после заморозков — винно-красные[4]
- 'Compactum' — компактный, мощный куст, плотный и невысокий[4]
- 'Apollo'
- 'Donnewell'
- 'Moseri'
- 'Forescate'
- 'Smaragd' ('Emerald') — листья с чёткой сетью жилок, очень блестящие, изумрудно-зелёные, осенью бронзово-пурпурные[4]

## Таксономия
Вид Магония падуболистная входит в род Магония (Mahonia) трибы Барбарисовые (Berberideae) подсемейства Барбарисовые (Berberidoideae) семейства Барбарисовые (Berberidaceae) порядка Лютикоцветные (Ranunculales).
|  |                       |  |                                          |                                          |                           |  | ещё 1 подсемейство (согласно Системе APG II) | ещё 1 подсемейство (согласно Системе APG II) |                                       |  |  |  | ещё 11—14 родов    | ещё 11—14 родов           |  |  |
|  |                       |  |                                          |                                          |                           |  | ещё 1 подсемейство (согласно Системе APG II) | ещё 1 подсемейство (согласно Системе APG II) |                                       |  |  |  | ещё 11—14 родов    | ещё 11—14 родов           |  |  |
|  |                       |  |                                          | семейство Барбарисовые                   |                           |  |                                              |                                              | триба Леонтицевые                     |  |  |  |                    | вид Магония падуболистная |  |  |
|  |                       |  |                                          | семейство Барбарисовые                   |                           |  |                                              |                                              | триба Леонтицевые                     |  |  |  |                    | вид Магония падуболистная |  |  |
|  | порядок Лютикоцветные |  |                                          |                                          | подсемейство Барбарисовые |  |                                              |                                              | род Магония                           |  |  |  |                    |                           |  |  |
|  | порядок Лютикоцветные |  |                                          |                                          |                           |  |                                              |                                              |                                       |  |  |  |                    |                           |  |  |
|  |                       |  | ещё 9 семейств (согласно Системе APG II) | ещё 9 семейств (согласно Системе APG II) |                           |  |                                              | ещё 1 триба (согласно Системе APG II)        | ещё 1 триба (согласно Системе APG II) |  |  |  | ещё около 50 видов |                           |  |  |
|  |                       |  |                                          | ещё 9 семейств (согласно Системе APG II) |                           |  |                                              |                                              | ещё 1 триба (согласно Системе APG II) |  |  |  |                    |                           |  |  |